# جيمي ماكراي
جيمي ماكراي (بالإنجليزية: Jimmy McRae)‏ مواليد 28 أكتوبر 1943، هو سائق راليات اسكتلندي بدأ مسيرته في سنة 1976. كان أول رالي له هو رالي ويلز 1976. تنافس في بطولة العالم للراليات. صعد على المنصة مرتان خلال مسيرته.

## فرق مثلها
- فوكسهول موتورز
- أوبل

## روابط خارجية
- جيمي ماكراي على موقع Rallye-info.com (الإنجليزية)
- جيمي ماكراي على موقع eWRC-results.com (الإنجليزية)